# 塔哈·哈希姆
塔哈·哈希姆（阿拉伯语：‎，1888年—1961年）是伊拉克哈希姆王國的政治家與軍事家，於1941年時擔任伊拉克哈希姆王國總理一職。

## 生平
1888年，塔哈·哈希姆於鄂圖曼崇高國巴格達省巴格達（今伊拉克共和國巴格達省巴格達）出生，在家中塔哈有個比其早出生肆年的兄長亞辛·哈希姆。
1906年，塔哈·哈希姆畢業於伊斯坦布爾軍事學校，後又於1909年，從總參謀學院畢業，隨後成為上尉，並於1913年被分派至敘利亞，效忠於鄂圖曼崇高國。
1914年，第一次世界大戰爆發，他被派往葉門執行任務，直到1918年戰爭結束後又返回敘利亞。1920年，敘利亞阿拉伯王國成立，費薩爾一世宣佈登基，成為大敘利亞國王，塔哈被任命為安全指揮總監，並被派往聯合王國英格蘭大倫敦倫敦市執行任務。1936年伊拉克政變，他的兄長亞辛在任職伊拉克總理時被巴克爾·西德奇領導的政變推翻，巴克爾·西德奇成為繼任，上台後不斷阻止塔哈返國，直到巴克爾遇刺身亡，塔哈才返回伊拉克。
塔哈在返回到伊拉克後先是被任命為軍事部長，在隨後又於1941年2月1日在阿布杜勒·伊拉的支持下成為總理。在卸任總理後，阿布杜勒·伊拉遇刺身亡，塔哈擔憂自己可能也會遭遇暗殺，因此逃亡至倫敦，直到1961年在倫敦過世。

## 著作
塔哈·哈希姆除了是政治家與軍事家外，還擅長寫作，主要著作包括《伊拉克人類聚會》（التجمعات البشرية في العراق）、《伊拉克人文地理》（جغرافية العراق البشرية）、《基本動員》（التعبئة）、《伊拉克地圖集》（أطلس العراق）和《古代東方史》（تاريخ الشرق القديم）。